# Robert Buisson
Robert Buisson, né le 4 juillet 1906 à Amilly (Loiret) et mort le 3 janvier 1998 à Mirecourt (Vosges), était un aviateur français.

## Distinctions
- Chevalier de la Légion d'honneur
- Médaille militaire
- Croix de guerre 1939-1945
- Médaille de l'Aéronautique